# British Steel
British Steel er et heavy metal-album af Judas Priest, udgivet 14. april 1980 . Albummet blev digitalt forbedret og genudgivet i 2001 med to bonusspor. Det er en af bandet mest populære album, og betragtes af mange som en af deres bedste præstationer, sammen med Sad Wings of Destiny, Stained Class, Screaming for Vengeance og Painkiller. 
"Breaking the Law", "United"[kilde mangler] og "Living After Midnight" blev udgivet som singler.
Albummet blev indspillet i Tittenhurst Park, Ringo Starrs bopæl. Sampling eksisterede endnu ikke, så bandet indspillede lyden af smadrede mælkeflasker til brug i sangen "Breaking the Law", ligesom flere lyde i "Metal Gods" blev produceret fra billiardkøer og diverse andre elementer.
Anthrax' guitarist Scott Ian har i et interview i dokumentaren Heavy Metal: Louder than Life udtalt, at British Steel nok var det album som virkelig definerede heavy metal, fordi det, ifølge ham, skilte sig af med de "sidste rester af blues" som ellers havde været karakteristiske for genren.
Albummet var med i dokumentarserien Classic Albums.

## Spor
Alle sange skrevet af Rob Halford, K.K. Downing og Glenn Tipton

### Britisk vinyl og genudgivelsen på cd
1. "Rapid Fire" – 4:08
2. "Metal Gods" – 4:00
3. "Breaking the Law" – 2:35
4. "Grinder" – 3:58
5. "United" – 3:35
6. "You Don't Have to Be Old to Be Wise" – 5:04
7. "Living After Midnight" – 3:31
8. "The Rage" – 4:44
9. "Steeler" – 4:30

### Amerikansk vinyl og oprindelig amerikansk cd-udgivelse
1. "Breaking the Law" – 2:35
2. "Rapid Fire" – 4:08
3. "Metal Gods" – 4:00
4. "Grinder" – 3:58
5. "United" – 3:35
6. "Living After Midnight" – 3:31
7. "You Don't Have to Be Old to Be Wise" – 5:04
8. "The Rage" – 4:44
9. "Steeler" – 4:30

### Bonusspor på genudgivelse
1. "Red, White & Blue" – 3:42
2. "Grinder" (Live) – 4:49

## Musikere
- Rob Halford: Vokal
- K.K. Downing: Guitar
- Glenn Tipton: Guitar
- Ian Hill: Bas
- Dave Holland: Trommer

## Hitlisteplaceringer
Album – Billboard (USA)
| År   | Hitliste           | Placering |
| ---- | ------------------ | --------- |
| 1980 | Heavy Metal Albums | 34        |